# 한국자유총연맹
한국자유총연맹(韓國自由總聯盟, Korea Freedom Federation)은 대한민국의 법정단체, 국민운동단체로, 본부는 서울특별시 중구 장충단로 72 자유회관이다. 2003년부터 한전산업개발의 지분 51%를 보유하고 있었으나 2010년 12월 상장공모 당시 20%를 매각해 2017년 3월 현재는 31%의 지분을 갖고 있다. 자유총연맹의 설립 근거는 '한국자유총연맹 육성에 관한 법률'이다.

## 설립 근거
- 한국자유총연맹 육성에 관한 법률 제1조[4]

## 역사
한국자유총연맹 홈페이지의 연혁란에 의하면, 1949년 8월 8일 이승만 대통령과 중화민국의 장제스 총통의 진해 정상회담에서 반공산주의 태평양 동맹 결성을 필리핀의 엘피디오 키리노 대통령에게 제의했다. 1954년 6월 15일 아시아민족반공연맹이 창립했고, 1956년 5월 30일 한국아시아민족반공연맹이 성립했다. 이것이 자유총연맹의 모체다.
1962년 6월 15일에는 서울특별시 중구 장충동에 자유회관을 기공했으며, 이듬해 12월 5일 '한국반공연맹법' 제정으로 법정단체가 됐다. 자유회관은 1964년 12월 3일 개관했는데, 2017년까지 자유총연맹의 본부건물로 쓰이고 있다. 이후 반공연맹은 1967년 6월 세계반공연맹 사무국 개설, 1969년 세계반공연맹 세미나 개최, 1972년 아시아민족반공연맹 총회 개최 등의 활동을 벌인다.
1989년에는 반공연맹법이 폐지되고 자유총연맹법이 제정된다. 이에 따라 단체 이름도 한국자유총연맹으로 바뀌었다. 2002년에는 UN 경제사회이사회(UNECOSOC) 산하 NGO로 가입했으며, 2003년 2월 4일에는 한전산업개발의 지분 51%를 인수해 경영권을 갖게 됐다. 2011년 8월에는 본부 건물 앞에 이승만 동상을 세웠다.
전국 광역단체마다 지부, 기초단체마다 지회가 설치되어 있으며, 읍면동에는 분회가 있다. 회원 수는 약 350만 명이나, 실제로 전산상에 등록한 회원 수는 80만 명, 연맹 활동에 적극적으로 참여하는 회원은 30만 명 선으로 알려져 있다. 2016년 기준으로 16대 중앙회장은 김경재다. 한전산업개발 외에 코리아에너지산업, 한산기전 등을 자회사로 두고 있다.

## 조직

### 총회

#### 총재
- 중앙운영위원회
- 자문위원회
- 특별위원회
- 이사회·감사
- 고문
- 부회장

##### 사무총장
- 본부
  - 전국시도청년협의회
  - 전국시도여성협의회

## 역대 중앙회장
- 1대 정일권(1989.2~1991.4)[9]
- 2,3대 노재현(1991.7~1993.3)
- 4,5대 최호중(1993.3~1996.6)[10]
- 6대 안응모(1996.6~1998.7)[11]
- 7대 양순직(1998.7~2000.12)[12]
- 8~10대 권정달(2000.12~2009.2)[13]
- 11~13대 박창달(2009.3~2013.7)[14][15]
- 14대 김명환(2013.8~2014.8)[16][17]
- 15대 허준영(2015.3~2016.3)[18]
- 16대 김경재(2016.3~2018.4)[19]
- 17, 18대 박종환(2018.4~2021.7)
- 19, 20대 송영무(2021.7~2022.12)
- 21대 강석호(2022.12~)

## 활동
자유총연맹은 대한민국의 자유민주주의 옹호 발전을 목적으로 여러 가지 활동을 하고 있으며, 월간지 《자유마당》과 《KFF뉴스》등을 발간하고 있다.
1. 청소년 민주시민교육
2. 북한이탈주민 정착지원사업
3. 어머니포순이봉사단 운영
4. 지구촌 재난구조단 운영
5. 대학생해외봉사단파견사업
6. 나라사랑 대학생 DMZ 국토 대장정
7. 전국고교생토론대회
8. 전국자유수호 웅변대회
9. 민간인자유수호희생자위령제 등

## 같이 보기
- 바르게살기운동중앙협의회
- 새마을운동중앙회